# Бакинське оглядове колесо
Бакинське оглядове колесо (азерб. «Şeytan çarxı» attraksionu) — оглядове колесо, розташоване на приморському бульварі в місті Баку (Азербайджан). Має назву «Панорама».

## Історія
Колесо огляду («Панорама») розташоване на території приморського бульвару міста Баку було збудовано голландською компанією «Dutch Wheels». Компанія «NVC» брала безпосередню участь у будівництві колеса, виконуючи функції субпідрядника.
Також компанією NVC було знято відео про хід будівництва атракціону, яке демонструють під час обертання колеса на моніторах, що розташовані в кожній кабіні.
Серед завдань компанії NVC щодо будівництва Baku Eye (одна із назв атракціону) були:
- Електричні та механічні роботи.
- Встановлення програмованого освітлювального обладнання.
- Встановлення обладнання кабін.
- Встановлення системи відеоспостереження.
- Встановлення навісів.
- Встановлення звукового супроводу.
- Співпраця з компанією «Dutch Wheels» з усіх питань і подальшого сервісу атракціону.

Процес будівництва почався у вересні 2013 року.
Загалом процес будівництва повинен був бути завершений наприкінці 2013 року, проте відбулась затримка. Як пояснив заступник начальника Управління Приморського національного парку при Кабінеті міністрів Азербайджану

Назім Меджидов:
"Встановлення нового атракціону вже завершується. «Нове „чортове колесо“, діаметр якого становить 60 метрів, планується здати в експлуатацію за місяць, але в основному це залежатиме від погодних умов. Головним чином роботам на території такого високого атракціону заважає вітер».
Зрештою, відкриття Бакинського чортового колеса відбулось 10 березня 2014 року. Першими відвідувачами стали Президент Азербайджану Ільхам Алієв та його дружина Мехрібан Алієва. 12 березня 2014 року об 11 годині ранку колесо огляду відкрилося для мешканців та гостей Баку.

## Основні характеристики та цікаві факти

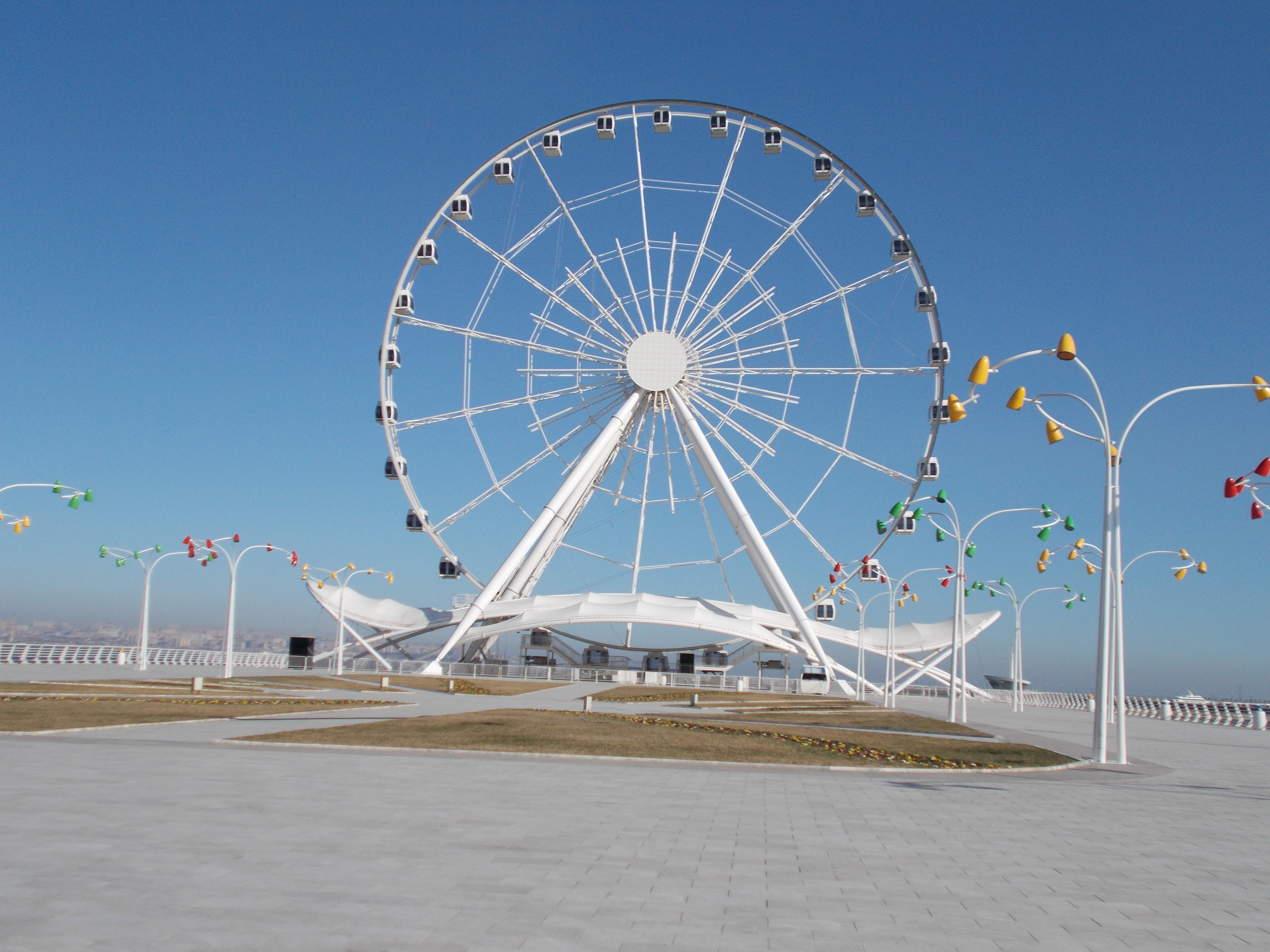
Бакинське оглядове колесо

1. Час повного кола оберту займає 10-30 хвилин залежно від заданої швидкості і кількості зупинок[4].

1. За час однієї зупинки можна заповнити 5 кабінок одночасно[4].
2. Після закінчення руху кабінка спершу фіксується спеціальним пристроєм і лише після цього автоматично відчиняються двері.
3. Висота колеса огляду становить 60 метрів (воно вдвічі вище, ніж попереднє Бакинське колесо огляду)[4].
4. Колесо огляду налічує 30 кабінок[4].
5. Кожна кабінка розрахована на вісім осіб[4].
6. Усі кабінки закриті, з кондиціонерами та мультимедійним екраном, на якому показують ролик про будівництво атракціону та інформацію про актуальні висоту та температуру[4].
7. Має неймовірний вид на місто Баку та Каспійське море[4].

## Місцезнаходження та вид
З Бакинського колеса огляду відкривається вид на багато відомих місць Баку. Серед них:
- Музей килима;
- готель Four Seasons;
- Відомі вогняні вежі Баку «Flame Towers» — особливо видовищний вигляд мають вночі. Освітлення веж Flame Towers згідно з опитуванням SkyscraperCity, впливового форума про урбаністику, було визнано найкращим у світі[5]. Самі вежі повністю вкриті LED екранами, котрі відображають рух вогню, що видно з найвіддаленіших точок міста. Візуально створюється ефект гігантських факелів, що підкреслює основну ідею веж, що закладено в їхню назву — «Вогняні вежі».
- Залишки стародавньої фортеці Сабаїл.
- Велику панораму Баку та інші.

Колесо огляду має зручне місцезнаходження, недалеко знаходиться зупинка громадського транспорту, станція метро, безліч ресторанів, кафе та кіосків із вуличною їжею. До старого міста Баку можна дійти пішки.

## Старе Бакинське колесо огляду
До початку будівництва нового Baku Eye, у місті діяло старе Бакинське колесо огляду. Його висота становила 30 метрів (вдвічі менше за нове колесо огляду). Його було демонтовано у 2015 році.
За словами заступника начальника Управління Приморського національного парку Назима Меджидова, причиною демонтажу є закінчення терміну експлуатації атракціону. Як заявив Маджідов, атракціон діяв понад 30 років.

## Baku Eye у фільмах
У російському комедійному фільмі Катерини Телегіної «Кіліманджара» продюсерської компанії Sreda, дія частково відбувається поряд та на Бакинському колесі огляду. У фільмі демонструють конструкцію атракціону та площу перед ним.

## Галерея

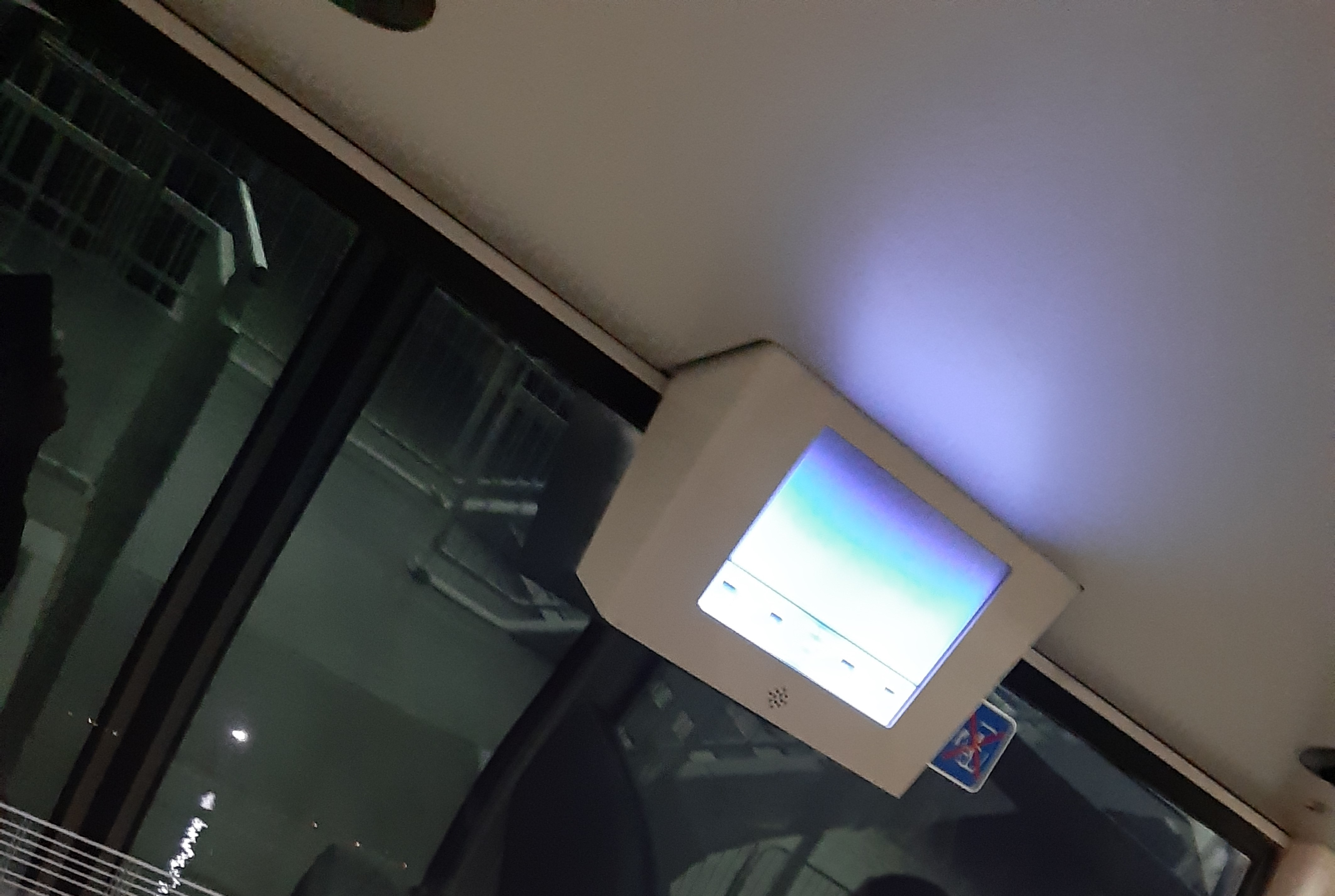
Бакинське колесо огляду вночі (монітор)
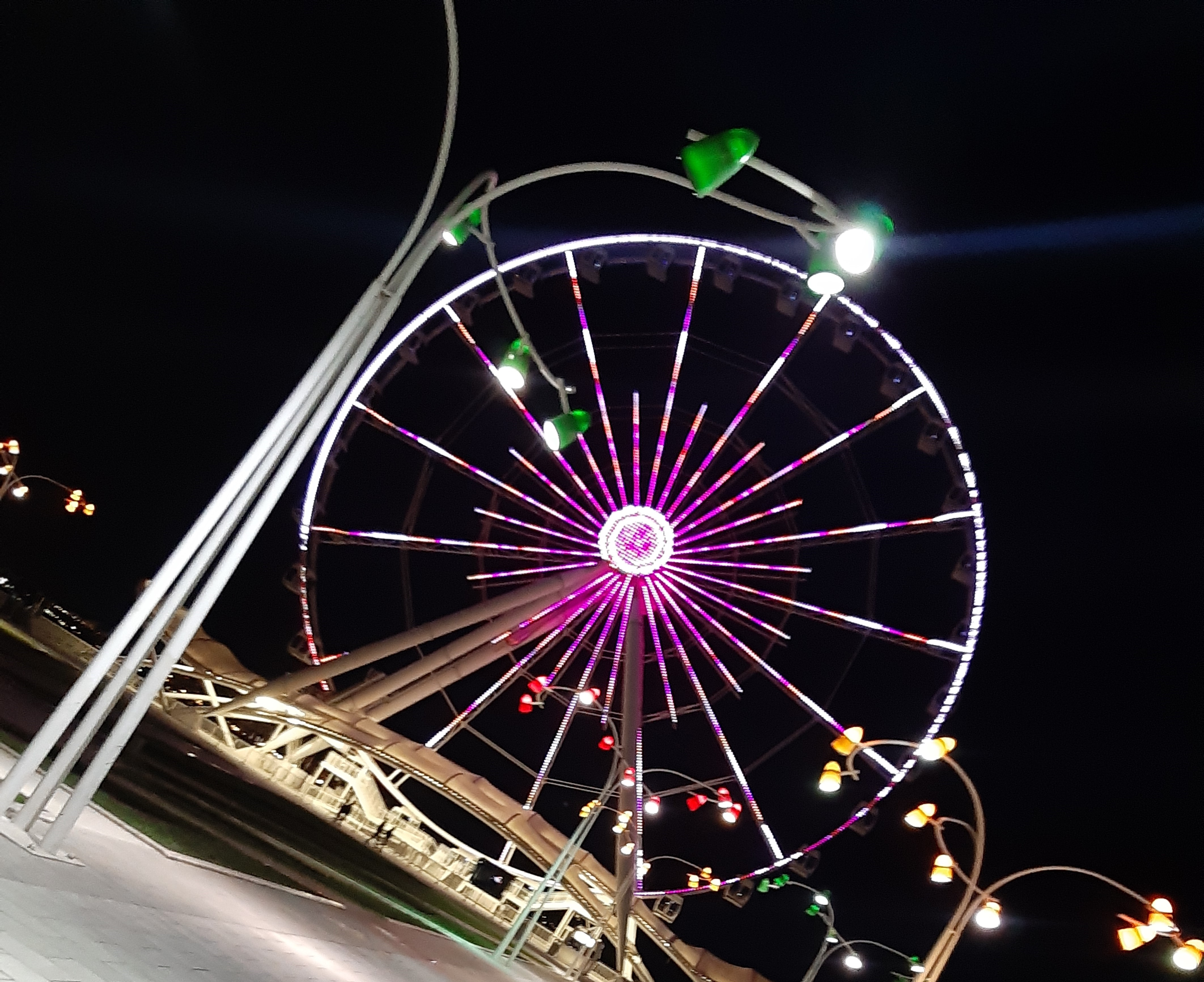
Бакинське колесо огляду вночі
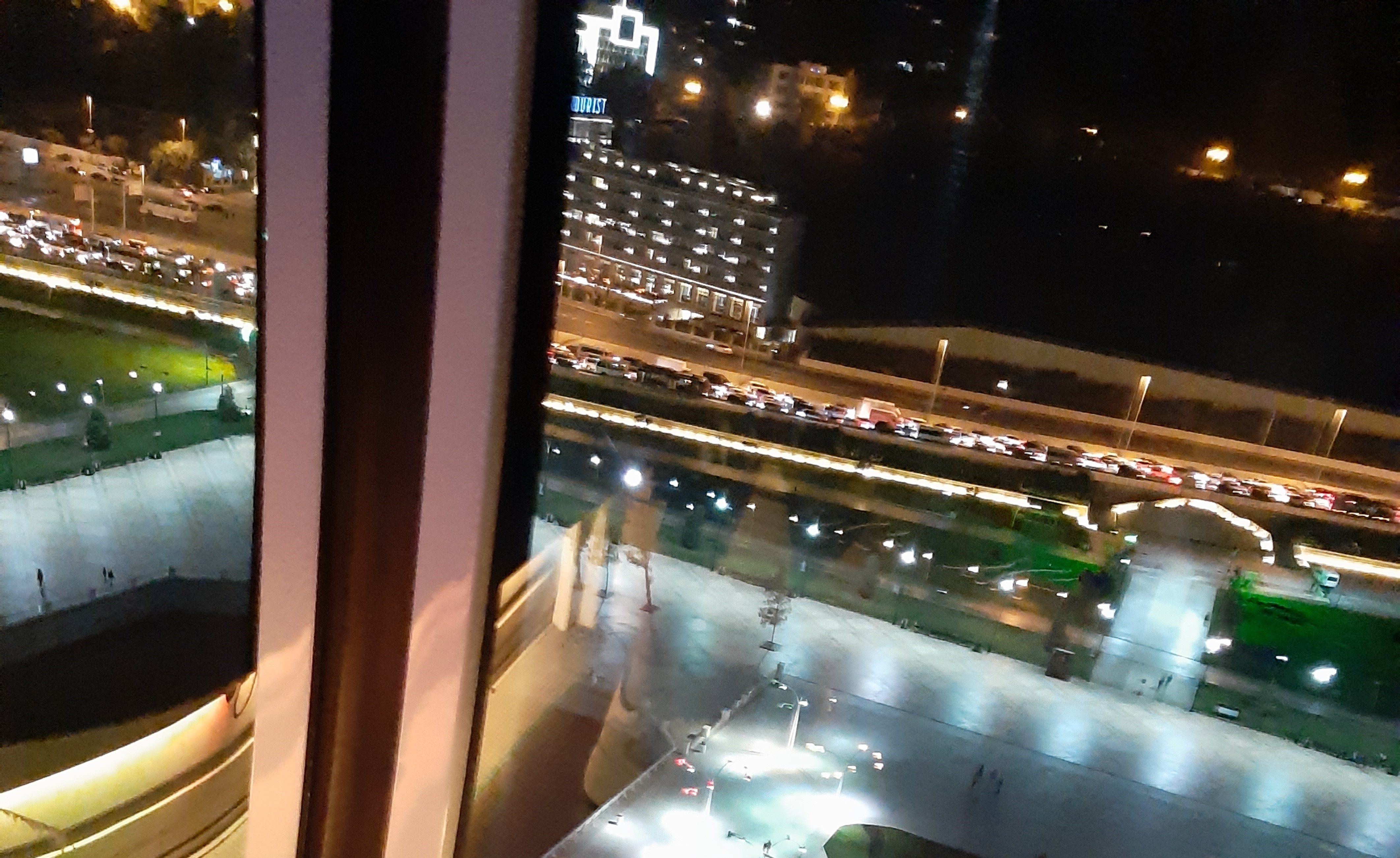
Бакинське колесо огляду вночі (вид)
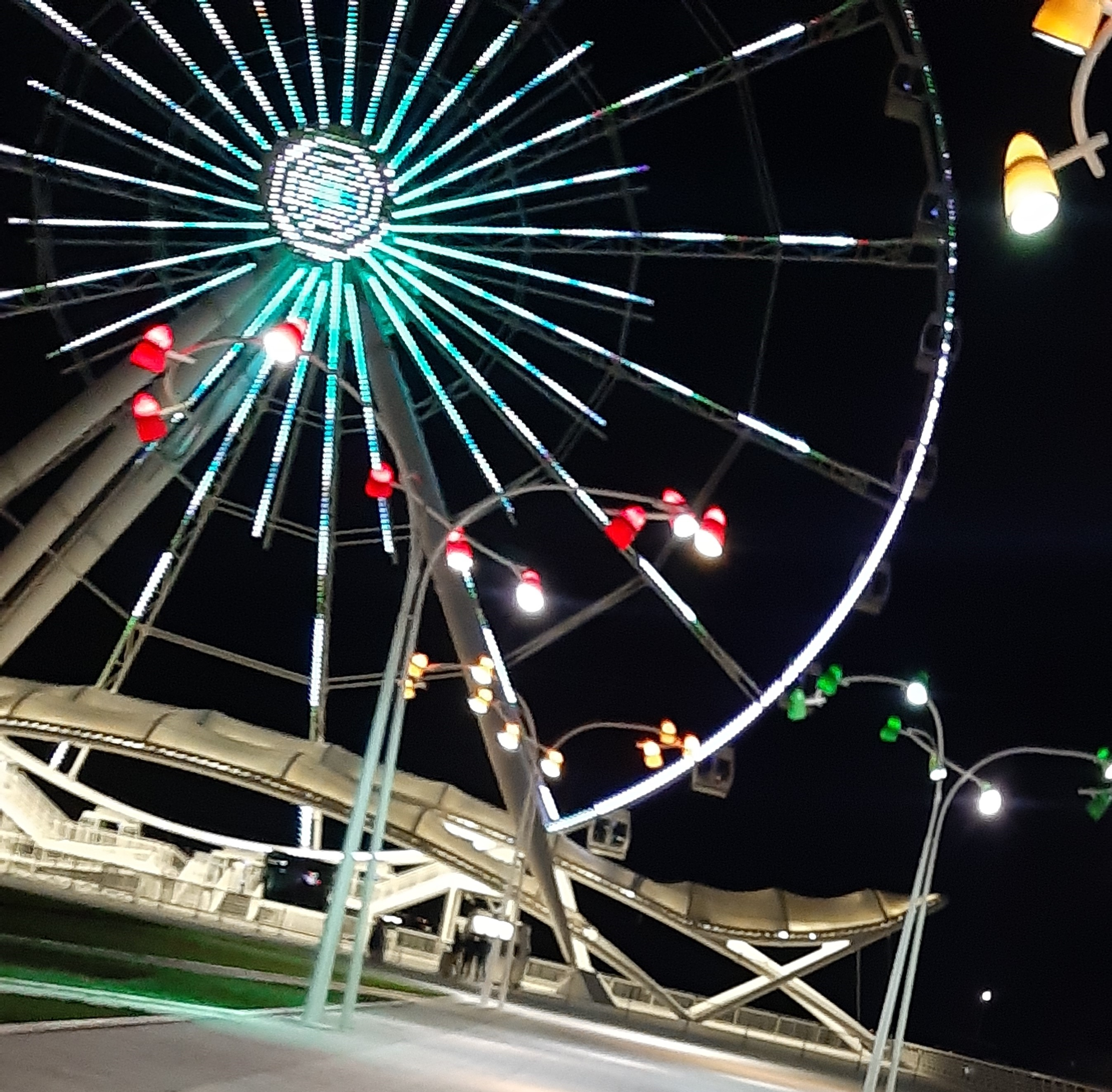
Бакинське колесо огляду вночі
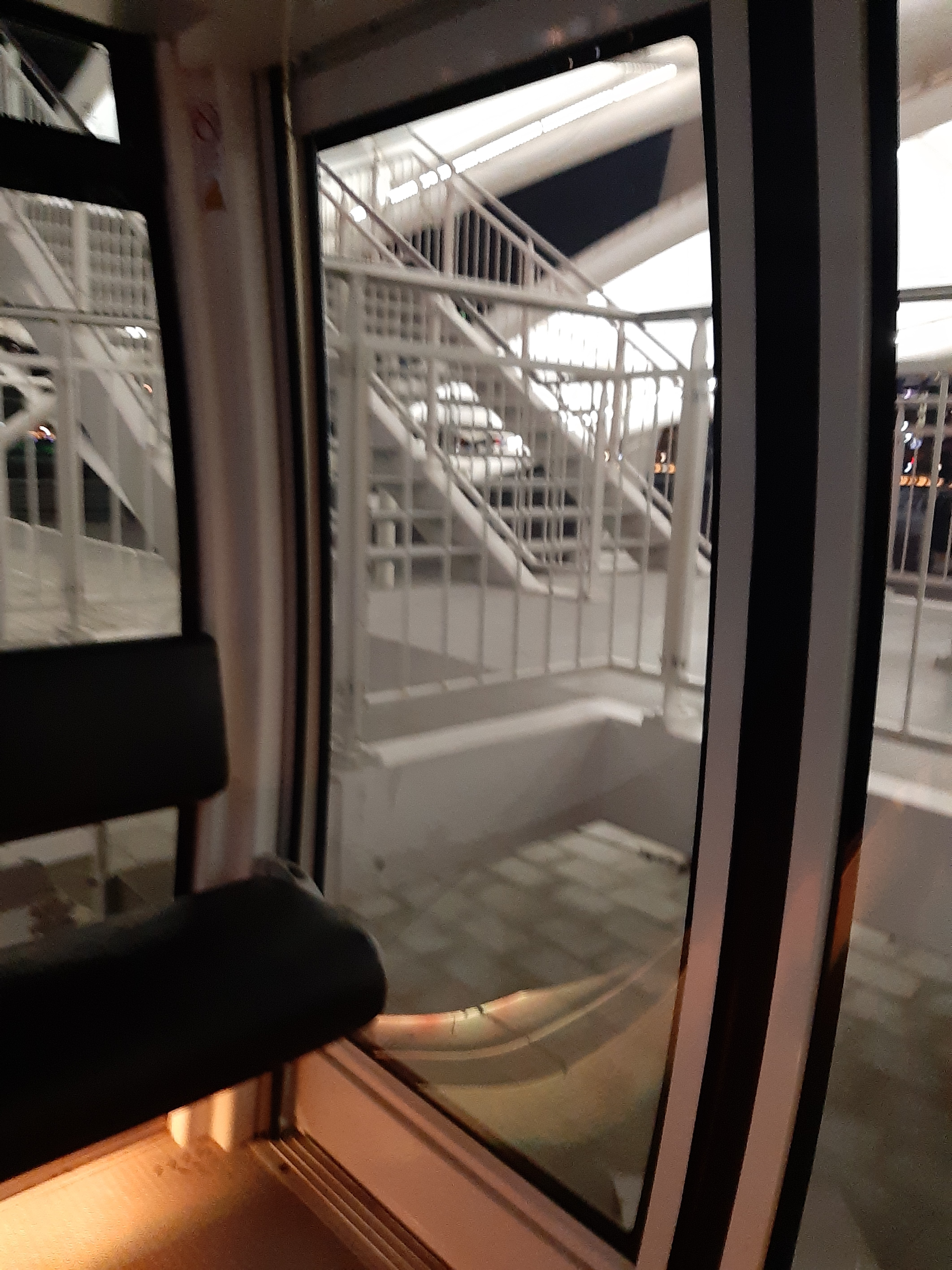
Бакинське колесо огляду вночі. Місце посадки